# Katholische Pfarrkirche St. Peter und Paul (Mantel)

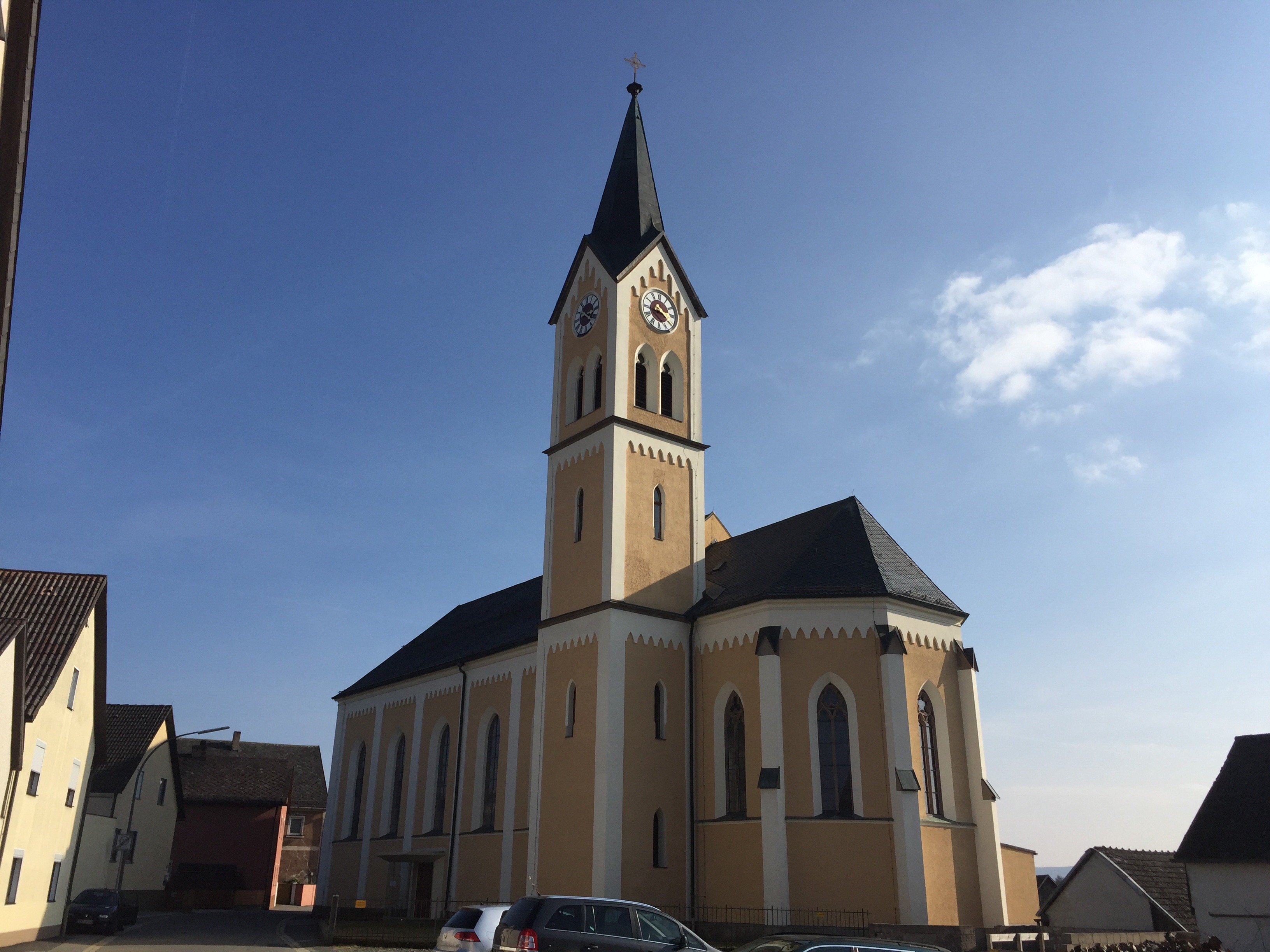
Katholische Pfarrkirche St. Peter und Paul

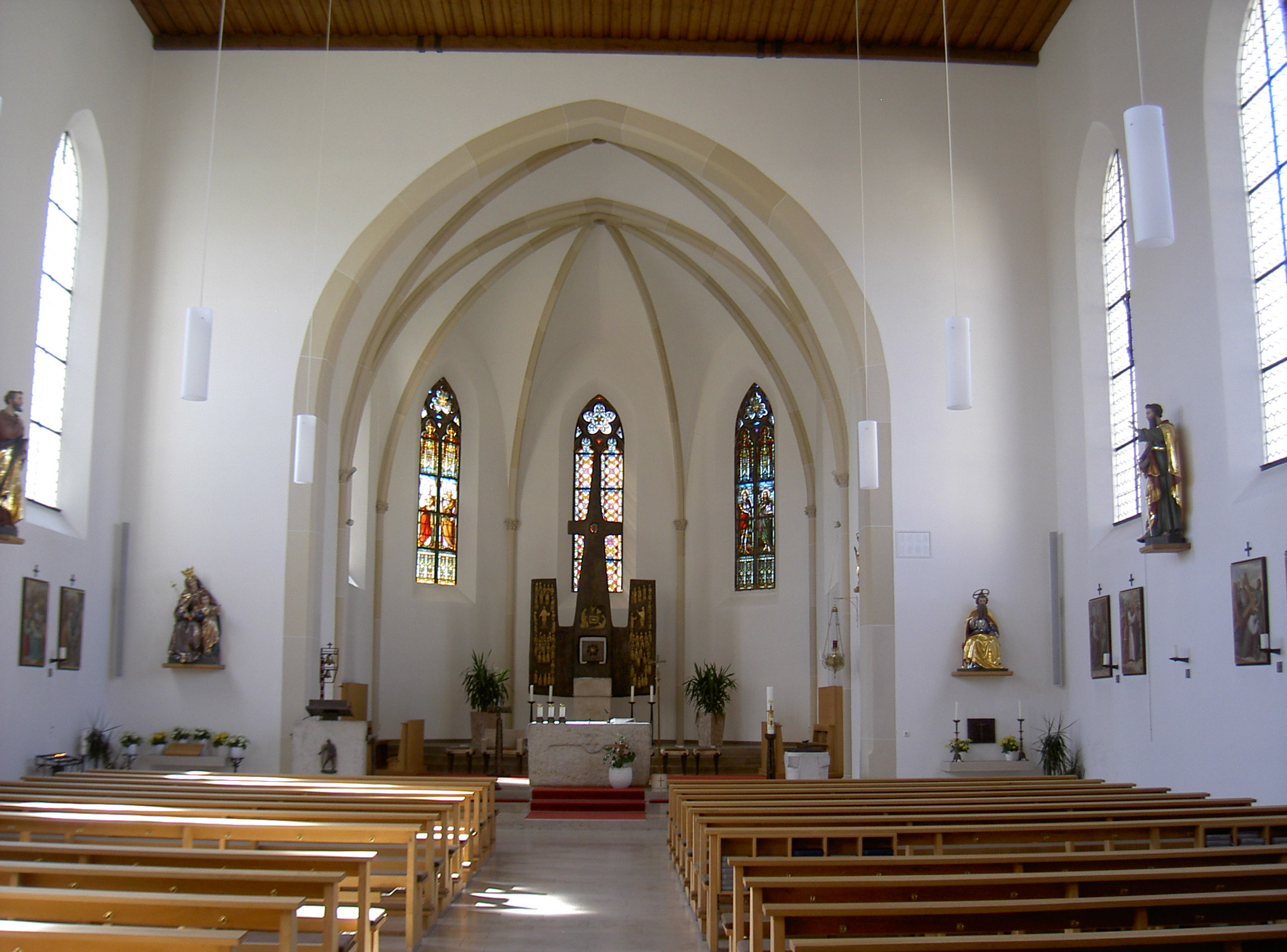
Innenraum

Die römisch-katholische, denkmalgeschützte Pfarrkirche St. Peter und Paul steht in Mantel, einem Markt im Landkreis Neustadt an der Waldnaab in der Oberpfalz. Die Kirche gehört zum Dekanat Weiden in der Oberpfalz des Bistums Regensburg. Das Bauwerk ist unter der Denkmalnummer D-3-74-134-14 als Baudenkmal in die Bayerische Denkmalliste eingetragen.

## Beschreibung
Mit dem Bau der Kirche wurde 1898 nach Auflösung des Simultaneums in der alten Peter-und-Pauls-Kirche begonnen. Sie wurde 1905 geweiht. Die neugotische, durch Lisenen und Bogenfriese gegliederte Saalkirche besteht aus einem Langhaus, das mit einem Satteldach bedeckt ist, einem eingezogenen, von Strebepfeilern gestützten Chor mit Fünfachtelschluss im Nordwesten und einem Chorflankenturm an dessen Nordwestwand, der mit einem spitzen Helm bedeckt ist.
Der Innenraum des Langhauses ist mit einer Holzbalkendecke auf Unterzügen überspannt, der des Chors mit einem Kreuzrippengewölbe. Die Statuen, die die Apostel Petrus und Paulus darstellen, stammen aus der Barockzeit. Die Orgel wurde 1985 als Opus 132 von der Firma Orgelbau Sandtner in den Prospekt von 1908 eingebaut.